# 라민 사네
뤼도비크 라민 사네(프랑스어: Ludovic Lamine Sané, 1987년 3월 22일 ~ )는 세네갈의 축구 선수이다. 그는 주로 중앙 수비수 포지션에서 활약한다.